# Sebastián Sciorilli
Sebastián Héctor Sciorilli (Capital Federal, Argentina, 2 de mayo de 1989) es un exfutbolista argentino. Jugaba como mediocampista ofensivo o enganche.
Surgido de las inferiores de River Plate, Sciorilli jugó en distintos clubes de la primera división y el ascenso de Argentina. Además, tuvo breves experiencias por Brasil, Bulgaria y Chile.

## Trayectoria
Salido de las inferiores del River Plate; debutó en el mismo en 2007. Para el Torneo Apertura 2008 paso a Colón donde disputó ese campeonato y el Clausura  2009, luego de ese torneo fue transferido a Chacarita Juniors, donde jugó el Clausura 2010 en el cual es recordado por marcar un gol de emboquillada a Boca Juniors en la victoria funebrera por 4 a 1. 
En 2011 juega en Independiente Rivadavia, para el 2012 parte al fútbol brasilero a la Serie B para jugar en el América-MG, la segunda parte del año parte a Europa a jugar por el CSKA Sofia.
A principios de 2013 llega a Rangers de Talca, un club que venía de una buena campaña realizada el año 2012. Juega con Rangers 3 campeonatos cortos (Transición 2013, apertura 2013 y clausura 2014), partiendo con un buen juego al principio pero bajando el rendimiento con el paso del tiempo hasta descender con el club el año 2014, terminado ese campeonato se fue a Atlanta
En 2016 regresó a su país para incorporarse al Club Sol de América de la Ciudad de Formosa, con el cual disputó el Torneo Federal A. Tras su paso por la escuadra azul, en 2017 recaló en el Club Atlético Chaco For Ever con el que también participó en el torneo antes mencionado.
En octubre de 2020, Sciorilli anunció su retiro del fútbol. Su último club fue San Martín de Burzaco.
En diciembre de 2021, fue anunciado como ayudante de campo de Germán Cavalieri en el Club Comunicaciones.

## Clubes
| Club                      | País      | Año       |
| ------------------------- | --------- | --------- |
| River Plate               | Argentina | 2007-2008 |
| Colón de Santa Fe         | Argentina | 2008-2009 |
| Chacarita Juniors         | Argentina | 2009-2010 |
| Independiente Rivadavia   | Argentina | 2010-2011 |
| América-MG                | Brasil    | 2012      |
| CSKA Sofía                | Bulgaria  | 2012      |
| Rangers                   | Chile     | 2013-2014 |
| Atlanta                   | Argentina | 2014      |
| Almirante Brown           | Argentina | 2015      |
| Sol de América de Formosa | Argentina | 2016-2017 |
| Chaco For Ever            | Argentina | 2017-2018 |
| J. J. Urquiza             | Argentina | 2018-2019 |
| San Martín de Burzaco     | Argentina | 2019-2020 |

## Palmarés

### Campeonatos nacionales
| Título           | Club        | País      | Año    |
| ---------------- | ----------- | --------- | ------ |
| Primera División | River Plate | Argentina | 2008-C |